# USS LST-487
O USS LST-487 foi um navio de guerra norte-americano da classe LST que operou durante a Segunda Guerra Mundial.